# Pracht-Tanne
Die Pracht-Tanne (Abies magnifica) ist eine Pflanzenart aus der Gattung der Tannen (Abies) in der Familie der Kieferngewächse (Pinaceae).

## Beschreibung

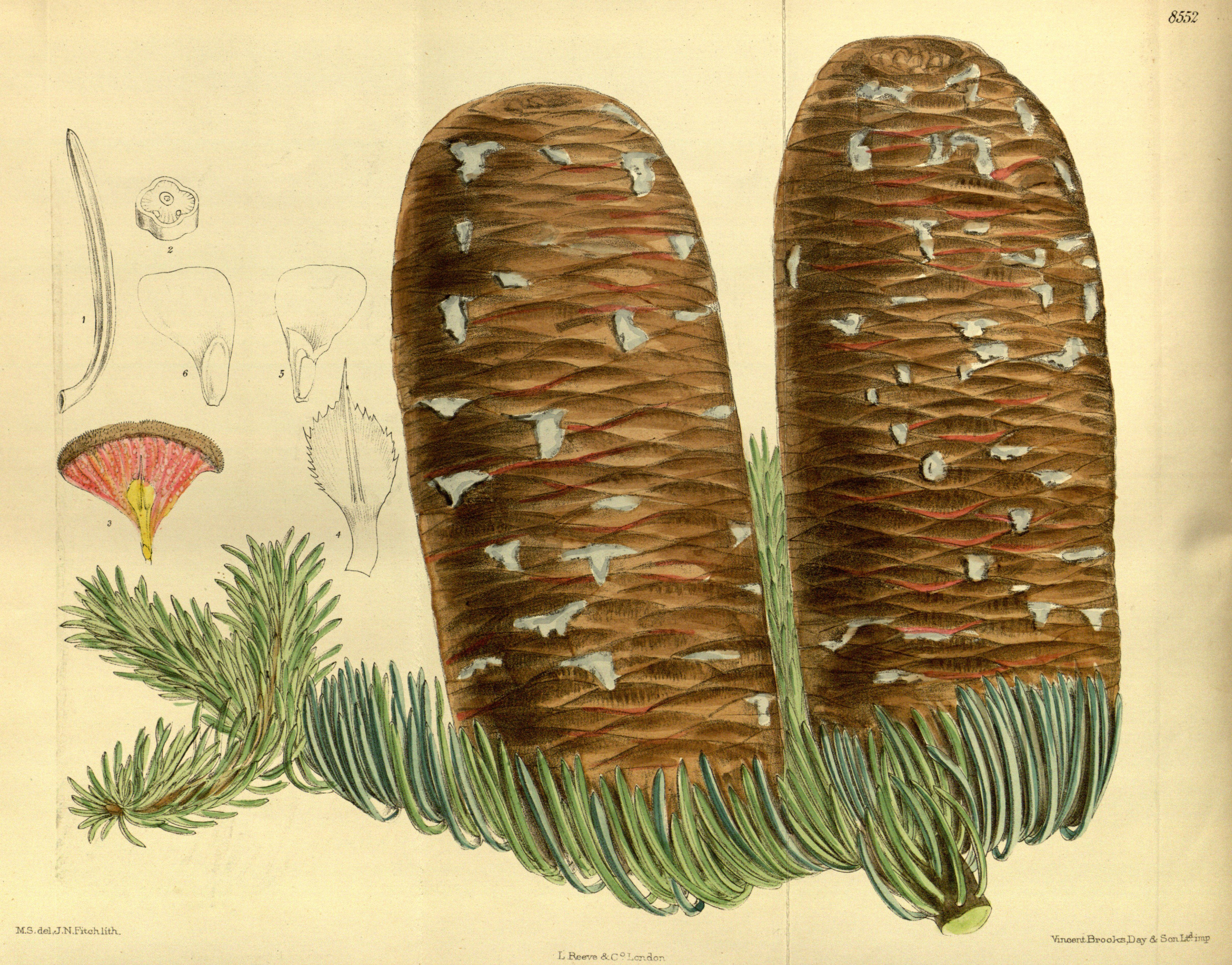
Abbildung der Pracht-Tanne aus Curtis’s Botanical Magazine, Tafel 8552 (1914)

### Habitus

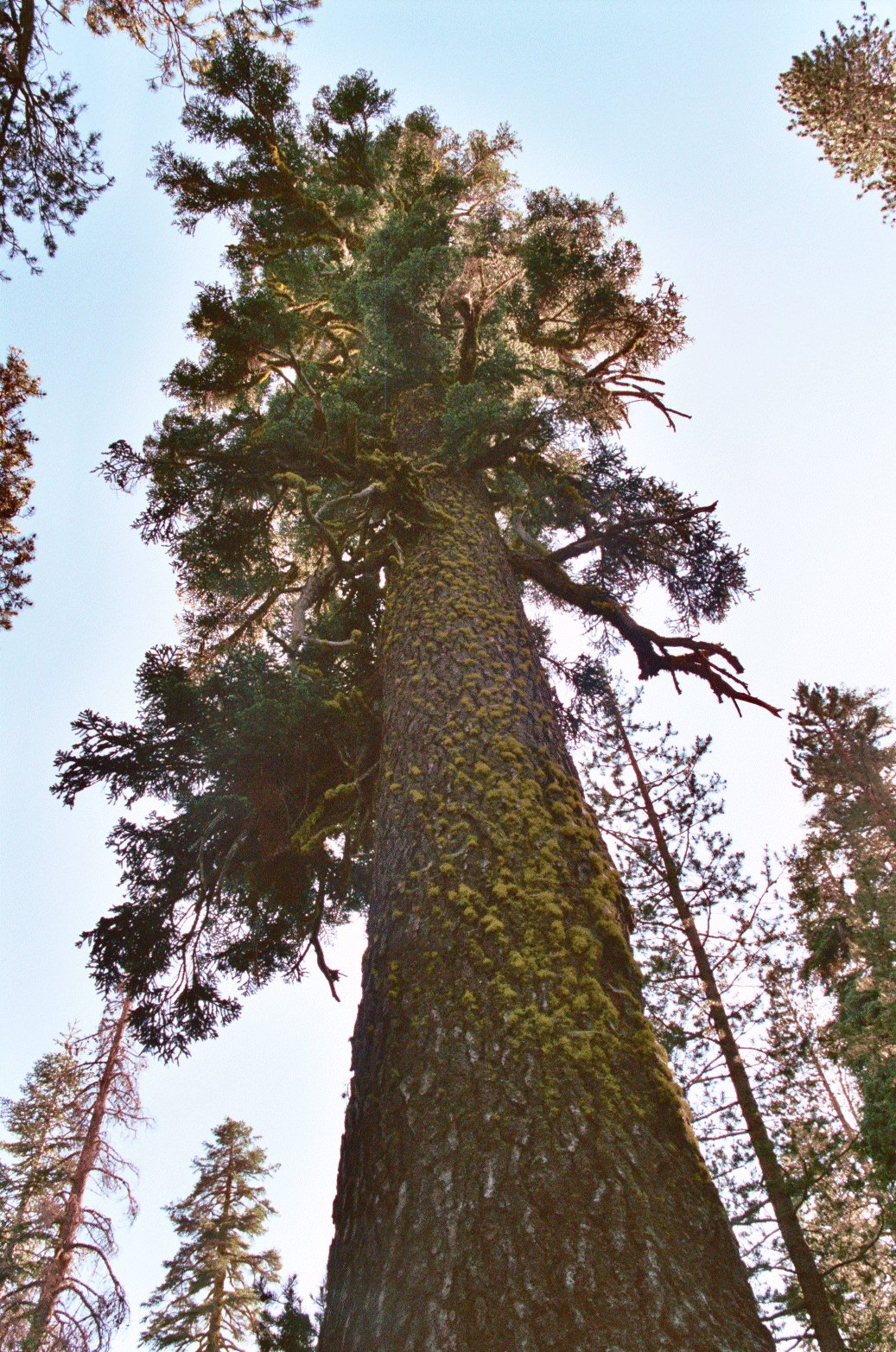
Pracht-Tanne (Abies magnifica)

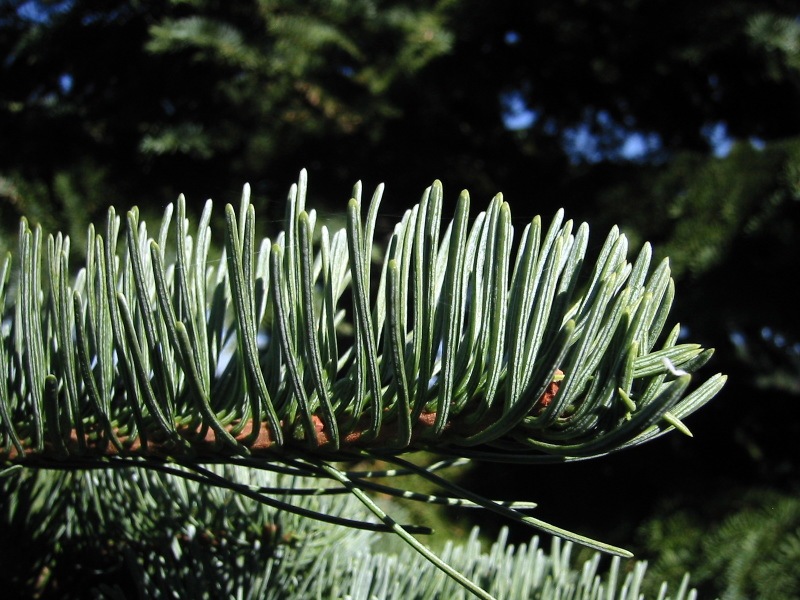
Nadeln der Pracht-Tanne

Auf günstigen Standorten wachsen Pracht-Tannen zu eindrucksvollen, immergrünen Bäumen mit Wuchshöhen von 65 bis 70 Meter. Es werden Brusthöhendurchmesser von 2,4 bis 3 Meter erreicht. Exemplare dieser Dimensionen und Alter haben einen astfreien Stamm und eine Krone mit kurzen Ästen und einer abgerundeten Spitze. Während die oberen Äste aufwärts gerichtet sind, hängen die unteren eher etwas herab. Junge Bäume wachsen sehr symmetrisch mit waagerecht abstehenden Ästen. Junge Triebe sind kurz zottig behaart und etwas gefurcht. Auf Grund ihrer Exposition wird die Pracht-Tanne relativ häufig vom Blitz getroffen.

### Knospen und Nadeln
Die Pracht-Tanne bildet etwa 0,8 Zentimeter lange, eiförmige Knospen aus. Die Knospen haben eine kastanienbraune Färbung und sind am Apex harzig.
Die sehr dicht stehenden Nadeln haben einen annähernd viereckigen Querschnitt und sind 2 bis 3,7 Zentimeter lang. Auf allen vier Seiten befinden sich 6 bis 8 Spaltöffnungsreihen. An lichtexponierten Ästen haben die Nadeln eine blaugrüne Färbung und sind aufwärts gekrümmt. Nadeln auf zapfentragenden Ästen sind dicker und mit einer auffälligen Mittelrippe versehen. Die Nadeln bleiben bis zu 10 Jahre am Baum.

### Rinde

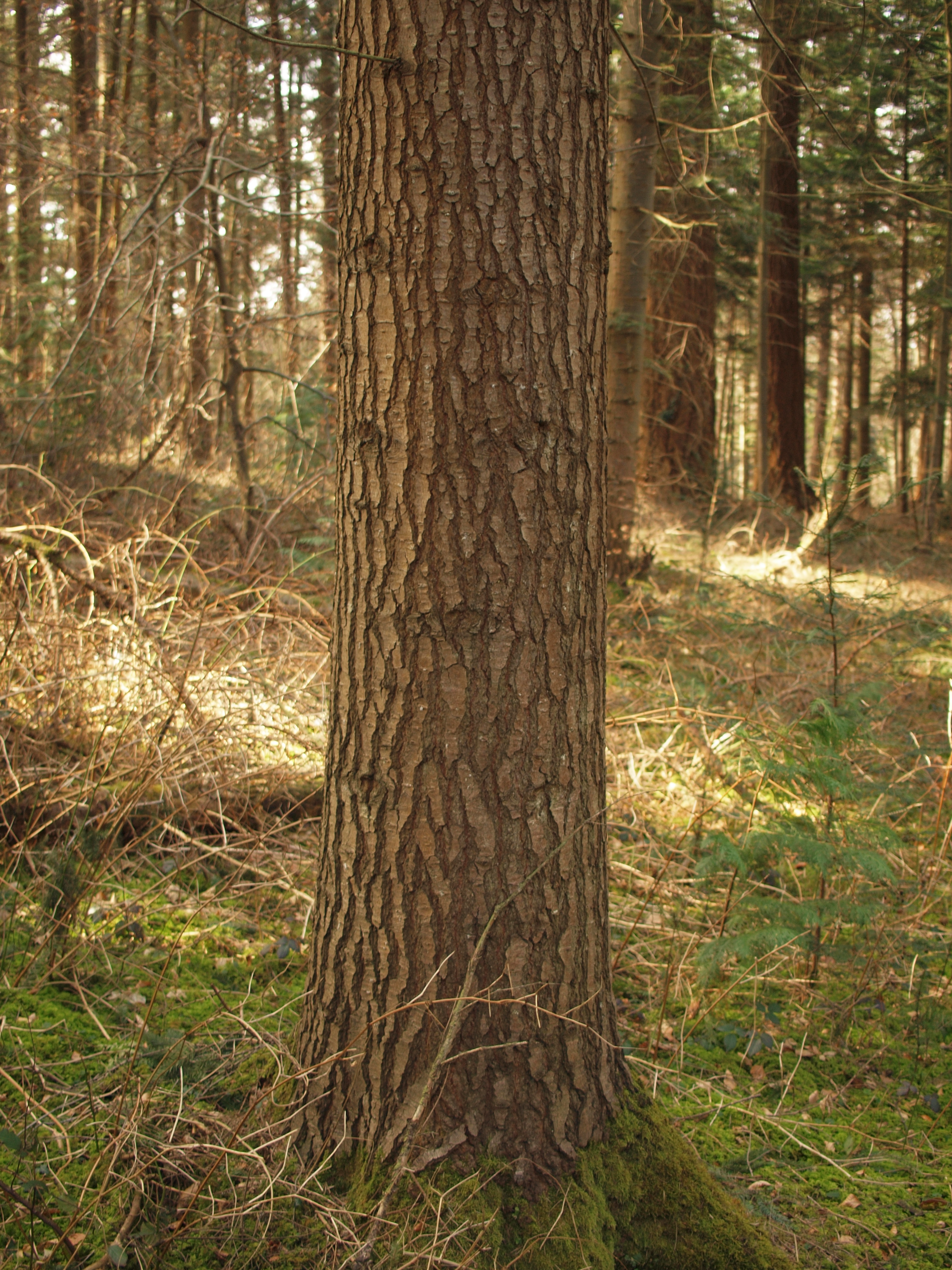
Borke und Stamm einer Pracht-Tanne, Forstbotanischer Garten, Grafrath, Oberbayern

In der Jugend ist die Rinde noch dünn und grau, bis sie im Alter die arttypische Rotfärbung annimmt. Die Borke wird am Stammfuß bis zu 12 Zentimeter dick.

### Wurzeln
Die Ausformung der Wurzeln hängt stark vom Boden ab. Die Sämlinge bilden eine Pfahlwurzel, die nicht von allen Altbäumen beibehalten wird. Es kommen sowohl Wurzelverwachsungen als auch Mykorrhiza-Symbiosen vor. Einzelheiten dazu fehlen.

### Holz
Das relativ leichte, weiche und grobfaserige Holz lässt sich gut bearbeiten. Das Kernholz hebt sich kaum farblich vom Splintholz ab. Die Jahresringe sind gut erkennbar. Harzkanäle fehlen größtenteils.
| Physikalische Kennwerte              | Wert | Einheit |
| ------------------------------------ | ---- | ------- |
| Darrdichte ({\displaystyle r_{1}2})  | 0,34 | g/cm³   |
| Druckfestigkeit, senkrecht zur Faser | 4,5  | MPa     |
| Biegefestigkeit                      | 74,4 | MPa     |

### Blüten, Zapfen und Samen

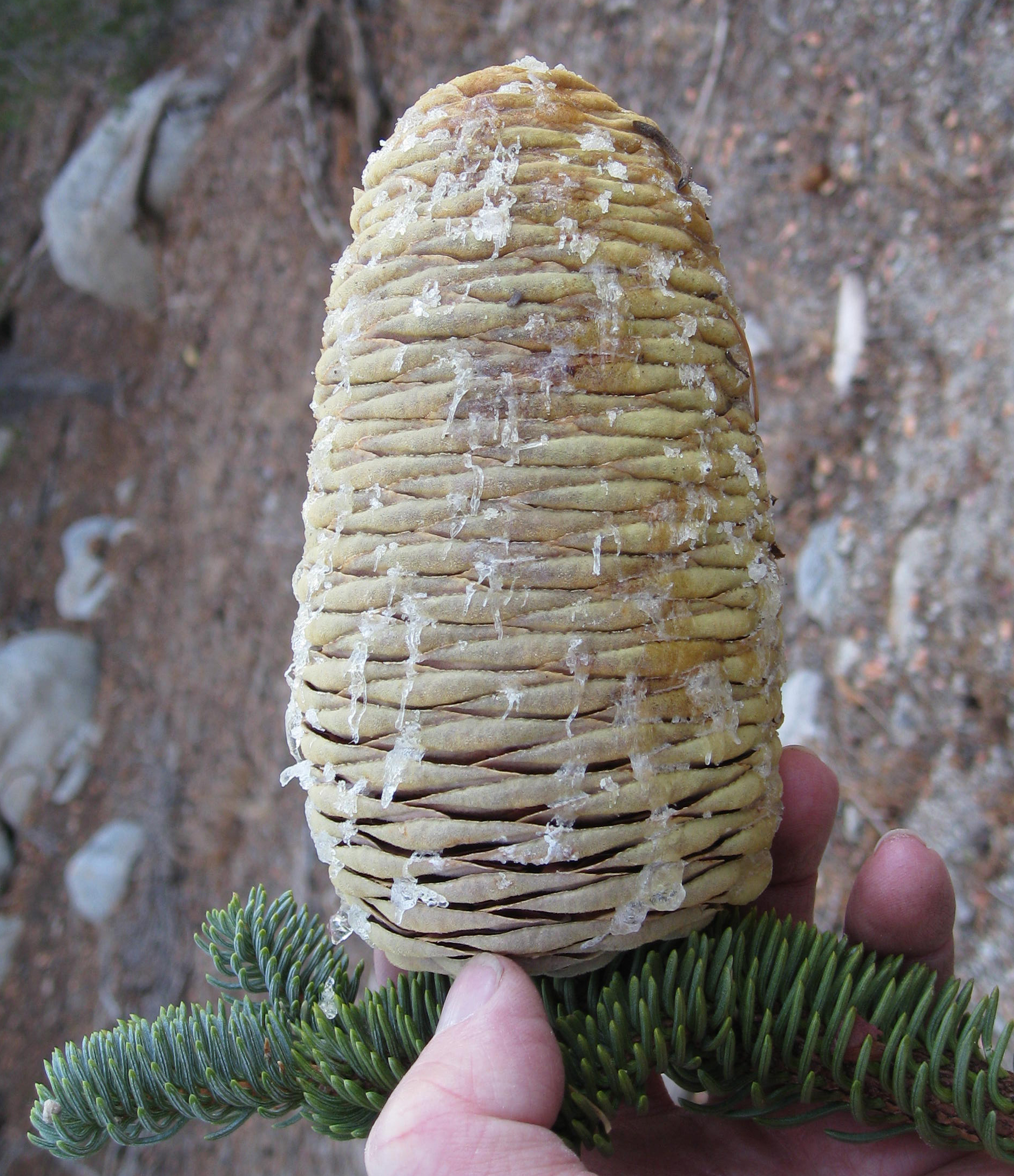
Zapfen

Die Pracht-Tanne wird mit etwa 35 bis 40 Jahren geschlechtsreif und blüht von Mai bis Juni. Sie sind einhäusig getrenntgeschlechtig (monözisch). Männliche Blütenzapfen sind auf einjährigen Zweigen zu finden und haben eine tief purpurrote Färbung; sie sind mit 1,6 Zentimeter relativ klein und wachsen nur auf Zweigunterseiten. Die weiblichen Blütenzapfen befinden sich alle im Bereich der Kronenspitze auf Zweigoberseiten mit grünlicher, zur Deckschuppenspitze hin rötlicher, Färbung. Die Samen reifen im selben Jahr im August. Bei Samenreife sind die Zapfen braun, 15 bis 23 Zentimeter lang und bis 8,5 Zentimeter breit. Von keiner anderen Tannenart werden solche Zapfen-Maße erreicht. Die Zapfenschuppen werden etwa 30 Millimeter lang und 27 Millimeter breit. Die Samen werden Ende September bis Mitte Oktober entlassen. Die relativ großen, dunkelbraunen Samen werden vom Wind verbreitet (Anemochorie). Die Samenflügel sind in etwa gleich lang wie der Samenkörper. Das Tausendkorngewicht liegt bei ca. 70 Gramm, bei var. shastensis etwas niedriger.

## Ökologie
Die Pracht-Tanne besiedelt kühl-feuchte bis kalt-feuchte Gebirgslagen. Die Temperatur schwankt in ihren Lebensraum von +29 °C bis −29 °C. Die Niederschläge betragen 750 bis 1.500 Millimeter. Sie ist trocken- und nässeempfindlich. Als optimaler Untergrund werden frische, tiefgründige Böden genannt. Sie wächst auch an steilen Hängen. Die Pracht-Tanne ist keine reine Licht- oder Schattenbaumart. Sie ist eine Pionierart nach Waldbränden.

## Verbreitung
Die Pracht-Tanne hat ihr natürliches Verbreitungsgebiet insbesondere auf der Westseite der hohen Sierra Nevada im US-Bundesstaat Kalifornien. Außerdem wächst sie auf den Siskiyou Mountains in Süd-Oregon und auf dem Küstengebirge in Nord-Kalifornien. Weiterhin besteht ein kleiner Streifen des Areals im äußersten Westen Nevadas. Die Pracht-Tanne wächst oft in Reinbeständen auf schneereichen Höhenlagen von 1400 Meter bis 2740 Meter. Sie gilt in ihrem Verbreitungsgebiet als die Klimaxbaumart. Planmäßige Anbauten fanden in Mitteleuropa nicht statt. Auch in Sammlungen ist diese Art nur selten zu finden.

## Schädlinge
Wirtschaftliche Bedeutung haben vor allem Fällungs- und Rückeschäden, denn sie werden oft Infektionsort von Holzzerstörern und Wurzelparasiten. Ansonsten ist sie recht unempfindlich auf abiotische Schäden.
Weit verbreitet ist der Befall der Zwergmistel und der Erreger des Tannenkrebses. Unter den Schadinsekten sind einige Zapfenschädlinge von Belang, weit größeren Schaden verursacht jedoch der Tannensplintkäfer (Scolytus ventralis), ein Borkenkäfer. Mitunter reduzieren Ziesel nicht nur die Verjüngung, sondern können auch das Wurzelsystem älterer Bäume erheblich schädigen.

## Nutzung
Da das Holz wenig dauerhaft ist, wird es nur nach Behandlung mit Holzschutzmittel verbaut. Auf dem Markt spielt das Holz der Pracht-Tanne keine bedeutende Rolle, da es wegen der oft nur schwer zugänglichen Wuchsorte nie in großen Mengen anfällt. Verwendung findet es vor allem als Brennmaterial und als Sperrholz. Früher wurde es als Grubenholz genutzt.
Die Pracht-Tanne ist in Kalifornien ein sehr beliebter Christbaum.
Die Borke alter Stämme wird gerne im Lagerfeuer verbrannt, da sie sich wie glühende Kohle verhält.

## Systematik
Abies magnifica wird in drei Varietäten unterteilt:
- Abies magnifica var. critchfieldii Lanner: Sie kommt im zentralen Kalifornien vor.[1]
- Abies magnifica var. magnifica (Syn.: Abies campylocarpa A.Murray bis), die Nominatform; sie kommt vom südwestlichen Oregon bis Kalifornien und dem westlichen Nevada vor.[1]
- Abies magnifica var. shastensis Lemmon (Syn.: Abies shastensis (Lemmon) Lemmon), unterscheidet sich von der Nominatform anhand der Zapfen die relativ lange, gelbe Deckschuppen aufweisen. Sie kommt vom südwestlichen Oregon bis ins nordwestliche Kalifornien vor.[1]